# Гепнер, Вера Андреевна
Вера Андреевна Гепнер — советский хозяйственный, государственный и политический деятель, Герой Социалистического Труда.

## Биография
Родилась в 1922 году в деревне Филимоново. Член КПСС.
С 1937 года — на хозяйственной, общественной и политической работе. В 1937—1978 гг. — работница на льнозаводе, в кооперативной артели «Красный утильщик», доярка, эвакуировала колхозный скот сычевской породы, доярка колхоза имени Красной Армии Любимского района Ярославской области, доярка колхоза «Стахановец», доярка колхоза «Советская Россия» Сычевского района Смоленской области.
Указом Президиума Верховного Совета СССР от 10 марта 1958 года присвоено звание Героя Социалистического Труда с вручением ордена Ленина и золотой медали «Серп и Молот».
Умерла в деревне Караваево в 2003 году.